# Walter Leimgruber

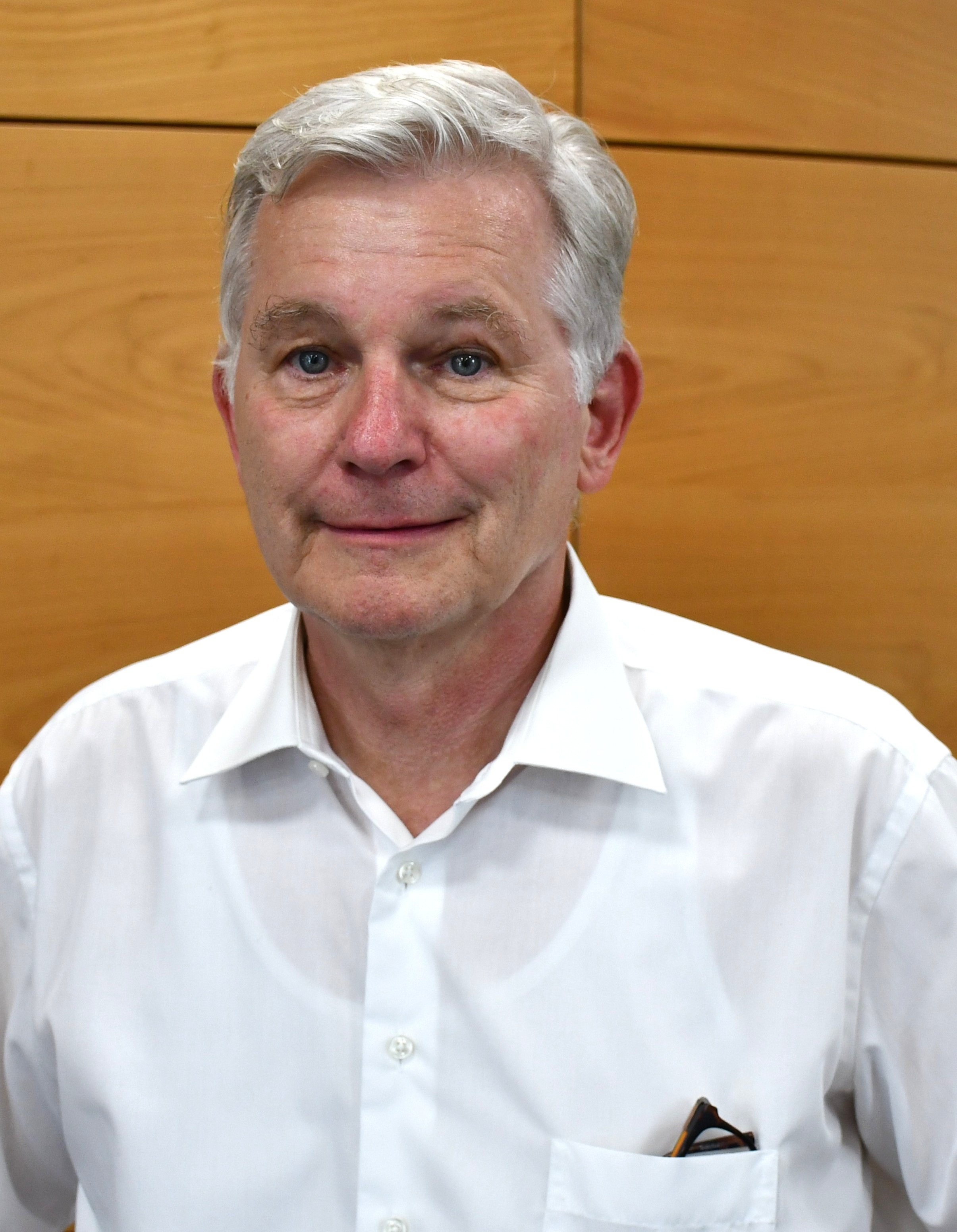
Walter Leimgruber (2025)

Walter Leimgruber (* 1959 in Herznach) ist ein Schweizer Kulturwissenschaftler, Historiker und Ausstellungsmacher. Er ist Ordinarius und Leiter des Seminars für Kulturwissenschaft und Europäische Ethnologie an der Universität Basel.

## Leben
Walter Leimgruber stammt aus dem Fricktal und studierte Geschichte, Volkskunde und Geographie an der Universität Zürich. Von 1985 bis 1990 war er Assistent am dortigen Lehrstuhl für Geschichte der Neuzeit und promovierte mit einer Untersuchung zur Afrikapolitik der USA unter Präsident John F. Kennedy. Nach Forschungsaufenthalten in den USA, Frankreich und Deutschland war er wissenschaftlicher Mitarbeiter im Nationalen Forschungsprogramm „Kulturelle Vielfalt und nationale Identität“. Daneben arbeitete er als Ausstellungsmacher, Journalist, Redaktor beim Schweizer Fernsehen, Kurator für das 20. Jahrhundert im Schweizerischen Landesmuseum sowie als Projektleiter beim Bau des Forums der Schweizer Geschichte. Ab 1995 wirkte er als Oberassistent am Volkskundlichen Seminar der Universität Zürich, wo er sich 2001 habilitierte. Bis 2024 war er ordentlicher Professor für Kulturwissenschaft und Europäische Ethnologie an der Universität Basel und zwischen 2016 und 2019 Dekan der Philosophisch-Historischen Fakultät.
Von 2009 bis 2018 war er Vizepräsident der Schweizerischen Akademie der Geistes- und Sozialwissenschaften und u. a. Präsident der Kommission „Sprachen und Kulturen“. Er wirkt auch als Gutachter und Evaluator für Ministerien, Stiftungen und Universitäten in verschiedenen Ländern und nimmt in zahlreichen kulturellen und wissenschaftlichen Gremien Einsitz.
Seine Forschungsschwerpunkte sind die Migration, gesellschaftliche Mechanismen der Integration und Ausgrenzung, Kulturkonzepte und Kulturpolitik, visuelle Anthropologie und materielle Kultur/Museologie.

## Schriften (Auswahl)
- als Herausgeber mit Werner Fischer: «Goldene Jahre». Zur Geschichte der Schweiz seit 1945. Chronos, Zürich 1999. ISBN 978-3-905313-16-1.
- als Herausgeber mit Christine Bischoff und Karoline Oehme-Jüngling: Methoden der Kulturanthropologie. Haupt, Bern 2014, ISBN 978-3-82523-948-0.
- als Herausgeber mit Brigitte Studer et al.: Die Schweiz anderswo – La Suisse ailleurs. AuslandschweizerInnen – SchweizerInnen im Ausland. Schweizerisches Jahrbuch für Wirtschafts- und Sozialgeschichte, Bd. 29. Chronos, Zürich 2015, ISBN 978-3-0340-1259-1.
- als Herausgeber mit Konrad J. Kuhn und Katrin Sontag: Lebenskunst. Erkundungen zu Biographie, Lebenswelt und Erinnerung. Böhlau, Köln 2017, ISBN 978-3-412-50755-8.